# Три краљевине (Кореја)
Три краљевине (енгл. Three Kingdoms of Korea, кореј. 삼국시대) означава период корејске историје од 57. п. н. е. до 668. н.е, када су Корејским полуострвом владале краљевине Пекче (енгл. Baekje, кореј. 백제, 百濟), Сила (енгл. Silla, кореј. 신라, 新羅), и Когурјо (енгл. Goguryeo, кореј. 고구려, 高句麗). Когурјо је касније прозван Корјо (енгл. Goryeo, кореј. 고려, 高麗), од чега је настало модерно име Кореја. У исто време потојало је око 78 племенских државица у јужном делу Корејског полуострва, и веће државе Окјо, Бујо и Донгје у северном делу Кореје и Манџурији.
Краљевине Пекче и Сила доминирале су јужном половином Корејског полуострва и острвом Чеџу (Тамна), док је Кокурјо владао северном половином Кореје, полуострвом Љаодонг и половином Манџурије. Пекче и Корјо деле оснивачки мит, који је највероватније пореклом из државе Бујо. Период пре формирања краљевина често се назива Пред-Три краљевине (енгл. Proto–Three Kingdoms period).
У 7. веку (668) краљевство Сила је у савезу са Кином династије Танг ујединило Корејско полуострво по први пут у историји, створивши прву уједињену корејску нацију. После пада Пекче и Кокурјо-а, династија Танг је накратко окупирала делове Корејског полуострва, али је кинеска војска 676. протерана из Кореје у рату Силе и Танга (670-676). Наредни период познат је као Уједињена Сила или Каснија Сила (668–935).
Крајем 7. века, Го од Балхе, бивши генерал Когурјо-а, основао је државу Балхе (698–926) на ранијој територији Кокурјо-а, победивши династију Танг у бици код Тианменлинга (698).
Главни извор за овај период је Књига Веја (кин: 魏書, одељак Источни варвари - 東夷傳) из Анала Три краљевства (енгл. Records of the Three Kingdoms) у Кини.

## Историја
Кнежевина Чосон, прва корејска држава, и поред двогодишњег отпора (109-107. п. н. е.) подлегла је великој (50.000 људи) и добро организованој војсци кинеског цара Куанг Ву-тија (Kuang Wu-ti) из династије Хан. Територију кнежевине Чосон Куанг Ву-ти је поделио у четири округа, на чије чело је поставио Кинезе, али контрола Кине над освојеном Корејом временом је ослабила. Средином 1. века била је само номинална, и у Кореји се у то време развијају три краљевине: најпре Когурјо (Koguryŏ) на северозападу, а потом Пекче (Paekche) у долини реке Хана, и Сила (Silla) на југоистоку полуострва. Иако независне, биле су под јаким утицајем Кине. Њихово друштвено уређење било је у прелазној етапи-од робовласничког ка феудалном друштву. Организација војске, наоружање и тактика били су везани непосредно за развој кинеске војске. Краљевине су непрестано међусобно ратовале и краљевина Сила, ослањајући се на моћну кинеску династију Танг, победила је 668. у тој борби, али је Кина наметнула своју власт читавој Кореји. Краљевина Сила крајем 7. века ујединила је Кореју под својом влашћу у борби против кинеске доминације, и Кина је 735. приморана да се одрекне власти над Корејом. Уједињена (Каснија) Сила владала је читавом Корејом пуних 200 година.